# Georges Buchard
Georges Buchard, també anomenat Géo Buchard, (Harfleur, França, 21 de desembre de 1893 - 22 de gener de 1987) fou un tirador d'esgrima francès, guanyador de sis medalles olímpiques. Fou germà del també tirador i medallista olímpic Gustave Buchard.
Especialista en la modalitat d'espasa, va participar als 30 anys en els Jocs Olímpics d'Estiu de 1924 realitzats a París (França), on va aconseguir guanyar la medalla d'or en la prova d'espasa per equips i finalitzà setè en la prova individual. En els Jocs Olímpics d'Estiu de 1928 realitzats a Amsterdam (Països Baixos) aconseguí guanyar dues medalles de plata en la prova individual i per equips, un metall que revalidà en la prova individual en els Jocs Olímpics d'Estiu de 1932 realitzats a Los Angeles (Estats Units). En aquests mateixos Jocs aconseguí guanyar, així mateix, la medalla d'or en la prova per equips. Finalment, en els Jocs Olímpics d'Estiu 1936 realitzats a Berlín (Alemanya nazi), la seva última participació olímpica, aconseguí guanyar la medalla de bronze en la prova per equips.
Al llarg de la seva carrera aconseguí guanyar sis medalles en el Campionat Internacional, precedent del Campionat del Món d'esgrima, cinc d'elles d'or.